# BMW Eigenbau
La BMW Eigenbau è una monoposto costruita dalla casa tedesca BMW per partecipare al campionato mondiale di Formula 1 1952.
Due vetture vennero schierata per il Gran Premio di Germania con alla guida Harry Merkel e Günther Bechem; quest'ultimo, che gareggiò sotto lo pseudonimo di Bernhard Nacke, si qualificò in griglia al 30º posto, ma fu costretto al ritiro dopo appena quattro giri sul circuito del Nürburgring a causa di un'avaria alle candele.